# 알기에바
알기에바(Algieba)는 사자자리에 있는 항성으로 쌍성이다. 바이어 명명법에 의하면 사자자리 감마로 읽는다.

## 어원 및 역사
알기에바는 아랍어 알-자브하에서 왔으며 이는 '이마'라는 의미이다. 의미와는 달리 이 별은 사자의 갈기 부분에 있다. 라틴어로는 주바(Juba)라고 읽는다. 알기에바(사자자리 감마), 아드하페라(사자자리 제타), 알 자바(사자자리 에타) 셋을 통틀어 낫(Sickle)이라고 부른다.

## 항성계의 구성
알기에바는 두 개의 별로 구성된 쌍성계이다. 밝은 쪽 별은 겉보기 등급이 +2.28이며 분광형은 K1-IIIbCN-0.5이다. 이는 주성의 표면 온도가 4470켈빈이며 거성 단계에 있음을 뜻한다. 주성의 밝기는 태양의 180배이며 지름은 23배 정도이다. 어두운 반성은 겉보기 등급 +3.51이며 분광형은 G7IIICN-I이다. 반성의 표면 온도는 주성보다 약간 높아 4980켈빈 정도이며 밝기는 태양의 50배, 지름은 10배 정도이다. 주성과 반성은 천구에서 약 4초 정도 떨어져 있으며 이는 지구에서 알기에바 항성계까지의 거리를 고려할 때 약 170천문단위의 거리에 해당한다. 이는 태양에서 명왕성까지 거리의 4배가 넘고, 두 별이 질량 중심을 공전하는 데는 약 500년 걸린다. 공전 주기가 매우 길기 때문에 지금까지 밝혀진 두 별의 공전 궤도는 일부분에 불과하다.
알기에바의 두 별은 모두 거성 상태에 돌입했으며, 중심핵 부분에서 수소를 태우는 단계를 끝내고 연소 장소를 외곽으로 옮긴 상태이다. 공전 궤도의 양상은 자세히 관측되지는 않았으나, 항성진화 단계를 대입하여 추측한 두 별의 질량은 각각 태양의 두 배 정도이다. 약 20억 년 전 두 별은 같은 분자 구름 속에서 함께 태어났으며 탄생 당시 중원소 함량은 태양의 3분의 1 수준이었다. 정확히 이들이 항성 진화의 어느 단계까지 왔는지는 알려지지 않았다. 둘 다 헬륨 연소 단계에 있거나, 혹은 아직 헬륨 연소가 되지 않은 상태에서 부피가 팽창하는 단계일 수도 있다. 항성의 나이에 따라 항성 표면의 화학적 조성은 영향을 받으며, 이에 의해 추정한 알기에바의 두 별은 전자의 상태일 가능성이 크다.

## 행성계
2009년 11월 6일 알기에바를 돌고 있는 외계 행성의 존재가 공식적으로 발표되었다. 어머니 항성과의 거리는 지구~태양 사이 간격과 비슷하나, 알기에바는 태양보다 훨씬 더 뜨겁기 때문에 행성이 받는 열기는 지구가 태양에 0.066 천문 단위까지 접근했을 때와 비슷할 것이다. 알기에바의 시선 속도에서는 크게 8.5일과 1340일의 강한 주기성이 관측되고 있다. 전자는 항성의 대기 활동 때문에 생긴 것이며, 후자는 목성질량 2.14배의 또다른 행성이 항성으로부터 2.6 천문단위 떨어져 약간 찌그러진 궤도(이심률 0.13)를 그리며 돌고 있음을 암시하고 있다. 다만 이는 어디까지나 추측일 뿐 정확한 결과가 나오려면 시간이 더 필요하다.
| 동반 천체 (가까운 천체순) | 질량 (MJ) | 공전주기 (일) | 공전궤도 반지름 (AU) | 이심률 |
| ------------------------- | --------- | ------------- | -------------------- | ------ |
| b                         | ≥8.78     | 429           | 1.19                 | 0.14   |
| c(미확인)                 | ≥2.14     | 1340          | 2.6                  | 0.13   |

## 하늘에서의 모습
대기 상태가 청명하면 적당한 망원경으로도 알기에바의 두 별을 분리해서 관찰할 수 있다. 두 별은 각각 오렌지색-노란색으로 보인다. 맨눈으로 볼 때 알기에바는 2등급의 별 한 개로 보이나, 망원경으로는 쉽게 분리되어 보인다.